# Morgan Freeman
Morgan Porterfield Freeman Jr., född 1 juni 1937 i Memphis, Tennessee, är en amerikansk skådespelare och regissör. Han har en fem decennier lång skådespelarkarriär i olika filmgenrer och är känd för karaktärsroller och sin djupa röst. För sitt deltagande i Clint Eastwoods Million Dollar Baby (2004) belönades han med en Oscar för bästa manliga biroll.

## Biografi

### Uppväxt
Morgan Freeman är son till lärarinnan Mamie Edna (1912–2000) och barberaren Morgan Porterfield Freeman (1915–1961). Hans far dog av skrumplever 1961. Han har tre äldre syskon. Freeman är besläktad med slavar som såldes från North Carolina till Mississippi. Han bodde sina sex första år med sin mormor i Mississippi. När hon dog bodde han runt med sin mor i Chicago, Gary och Nashville och till sist i Greenwood i Mississippi.
Freeman gjorde sin scendebut som huvudrollen i en skolpjäs när han var nio år gammal. När han var tolv vann han en dramatävling i Mississippi. Han fick 1955 ett stipendium till Jackson State University men tog istället värvning i Flygvapnet där han var radarreparatör. När han muckade 1959 flyttade han till Los Angeles och började gå på  teaterlektioner på Pasadena Playhouse och senare studerade han teater på Los Angeles City College där en lärare uppmuntrade honom till en karriär inom dans.

### Tidig karriär
Freeman följde till en början sin lärares förslag om att dansa och fick arbete på bland annat Världsmässan i New York 1964. Men han vidgade sina vyer med musikaler i San Francisco och en turnerande uppsättning av pjäsen The Royal Hunt of the Sun. Han var även statist i sin första film Pantlånaren (1964). Freeman insåg att det var i skådespelandet som hans hjärta låg. Freeman gjorde sin off-Broadway debut tillsammans med Viveca Lindfors i pjäsen The Niggerlovers (1967). Han gjorde sedan Broadwaydebut i en version av pjäsen Hello, Dolly! (1968) där hela ensemblen bestod av svarta skådespelare. Året efter hade han även en roll i pjäsen The Dozens.
Freeman fick 1971 en av huvudrollerna i varieté-barnprogrammet The Electric Company. Serien gav honom finansiell stabilitet och han började få bred uppmärksamhet bland den amerikanska publiken. Han tyckte det var ett något upprepande och tröttsamt jobb och slutade därför redan 1975, även om han sedan syntes i en hel del avsnitt efter det. En av hans första roller inom film (där han hade en dialog och blev krediterad) var Who Says I Can't Ride a Rainbow! (1971). Samma år var han med i pjäsen Purlie.
Efter att ha slutat i The Electric Company tog Freeman en kort paus och återvände sedan till teaterscenen där blev hyllad och prisad för sina insatser i pjäserna The Mighty Gents (1978) och Coriolanus (1979). Han fick sedan en rad småroller i filmer, däribland Brubaker (1980), där han syntes bredvid Robert Redford. Han hade en av sina första större roller i Ögonvittnet (1981) tillsammans med William Hurt och Sigourney Weaver. Under resten av 1980-talet hade han mindre roller och biroller som ofta skildrade visa och faderliga karaktärer vilket gjorde honom till ett etablerat namn inom branschen.

### Genombrott
Freeman fick sitt genombrott genom att bryta sitt karaktärsmönster och spela en våldsam gatuskojare i Street Smart (1987). I filmen medverkade även Christopher Reeve och Kathy Baker men det var Freeman som fick hyllningarna. Han blev både Oscarsnominerad och Golden Globe-nominerad till bästa manliga biroll. Han skulle bli hyllad även i sin nästa film Clean and Sober (1988). Inom teatern blev han även dessa år hyllad och mottog Obie Awards för sina roller i pjäserna The Gospel at Colonus (1988) och På väg med miss Daisy (1987–1990).

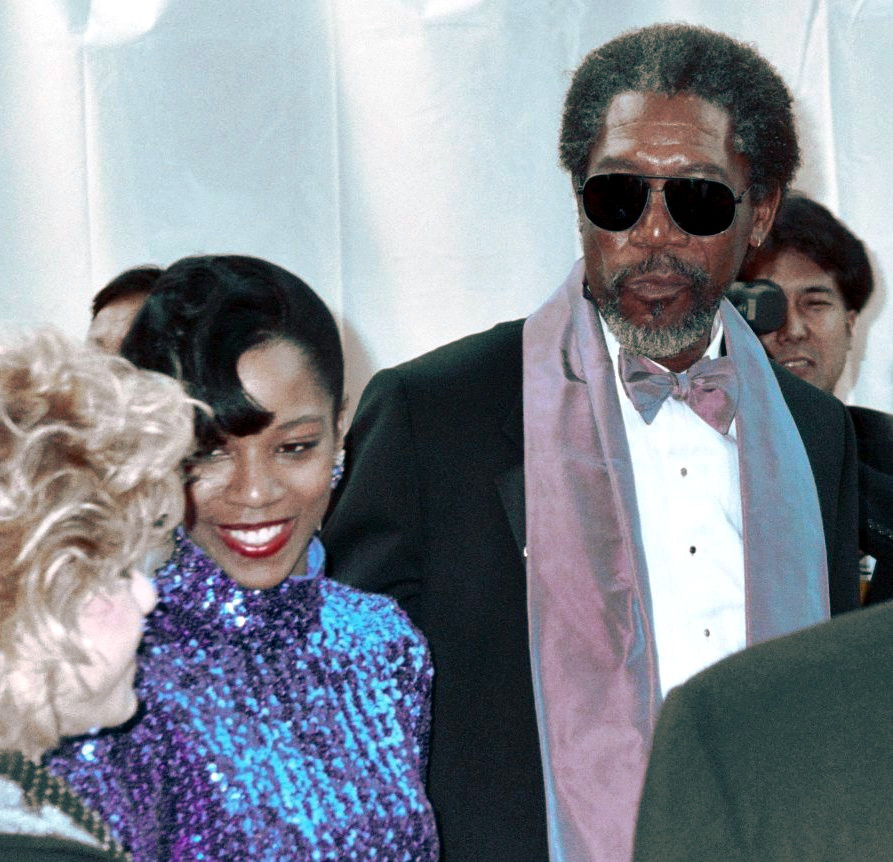
Morgan Freeman och hans dotter Morgana på Oscarsgalan 1990.

Freeman repriserade sin teaterroll i filmatiseringen av På väg med miss Daisy (1989). Filmen blev en kassasuccé och blev nominerad till nio Oscars, däribland Bästa manliga huvudroll. Samma år syntes han även i Ärans män där han tillsammans med sin medspelare Denzel Washington blev hyllad. Även den filmen nominerades till fem Oscars. Han medverkade även det året i filmen Lean on me där han blev kritikerrosad. Däremot i filmen The Bonfire of the Vanities (1990) skulle mötte han motgång, filmen blev sågad och på till exempel Rotten Tomatoes har filmen 15 % positiva recensioner.
Året därpå medverkade han tillsammans med Kevin Costner i Robin Hood: Prince of Thieves (1991) som trots blandade recensioner blev extremt framgångsrik och blev det årets näst mest inkomstbringande film. Freeman blev återigen hyllad i den av Clint Eastwood regisserade De skoningslösa (1992). Den kom att bli kritikerrosad och vann fyra Oscar, däribland Bästa film. Året därpå gjorde Freeman sin regidebut med Bopha! vilket även den blev väl mottagen. Han syntes sedan i filmen Nyckeln till frihet (1994) som baserades på en novell av Stephen King. Freeman hyllades för sin insats och filmen hamnar ofta på listor om världens bästa filmer. Filmen blev Oscarsnominerad till Bästa film och till Bästa manliga skådespelare för Freeman.

### Etablerad karriär
Freeman syntes sedan i Outbreak – i farozonen (1995) tillsammans med Dustin Hoffman, Rene Russo och Donald Sutherland. Filmen fick ett blandat mottagande bland kritiker men blev en stor finansiell succé. Samma år medverkade han tillsammans med Brad Pitt i den David Fincher regisserade Seven. Filmen förväntades inte locka så stor publik på grund av sin våldsamma handling men kom till slut att bli årets sjunde mest inkomstbringande film. Freeman skulle tillsammans med filmen bli kritikerrosad.

Han medverkade tillsammans med Anthony Hopkins, Djimon Hounsou och Matthew McConaughey i den Steven Spielberg regisserade Amistad (1997). Även om somliga kritiker tyckte att Freeman inte passade i sin roll fick han och filmen ett positivt mottagande. Den skulle också bli Oscarsnominerad i fyra kategorier. Han skulle däremot bli hyllad för sin insats i den annars mediokert mottagna filmen Och han älskade dem alla (1997). Han spelade sedan USA:s president i science fiction katastroffilmen Deep Impact (1998). Filmen blev trots konkurrens från  Armageddon, en film med exakt samma handling (en asteroid på väg mot jorden), en finansiell succé. Han fortsatte sedan med katastoftemat i Hard Rain (1998) vilken blev sågad.

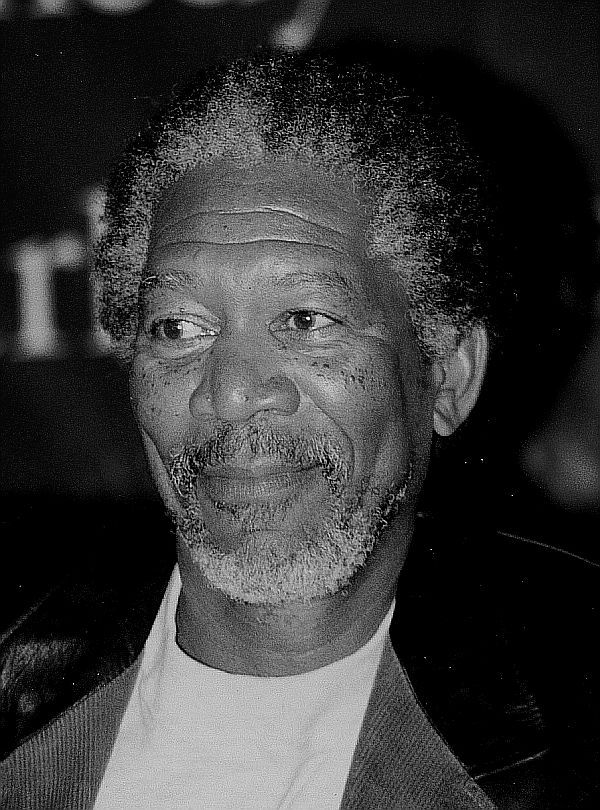
Morgan Freeman 1998.

Freeman syntes sedan tillsammans med Renée Zellweger och Chris Rock i komedin Nurse Betty (2000). Filmen fick ett positivt mottagande och även Freeman i sin komiska tappning blev hyllad. Han gjorde sedan en uppföljare till Och han älskade dem alla (1997) med I spindelns nät (2001). Precis som föregångaren blev den inte särskilt väl mottagen. Han medverkade tillsammans med Ben Affleck i filmatiseringen av Tom Clancy romanen med samma namn, The Sum of All Fears (2002). Filmen blev inte väl mottagen av kritiker men blev en enorm succé på biograferna. Han skulle också få enorma framgångar när han porträtterade Gud i Bruce den allsmäktige (2003) där han spelade mot Jim Carrey. Han återförenades med Clint Eastwood i Million Dollar Baby (2004). Filmen blev en enorm succé och gick på biograferna i över sex månader. Filmen vann fyra Oscarsstatyetter däribland Freeman som Bästa manliga biroll. Det var hans första Oscarsvinst. Han blev även nominerad till en Golden Globe.

### Rösten etableras
Freemans auktoritära och distinktivt lugna röst började vid den här tidpunkten uppmärksammas vitt inom filmbranschen, och Steven Spielberg anlitade honom till sin nyinspelning av Världarnas krig (2005) enbart som berättare. Han gjorde också rösten i den Oscarsvinnande dokumentären Pingvinresan (2005). Samma år spelade han även Lucius Fox i den Christopher Nolan regisserade Batman Begins. Han syntes efter det i en rad filmer som antingen floppade eller fick dåliga recensioner som Edison (2006), The Contract (2006), Lucky Number Slevin (2006), 10 Items or Less (2006), Evan den allsmäktige (2007) och Gone Baby Gone (2007).
Med komedifilmen Nu eller aldrig (2007) var han återigen med i en succéfilm. I filmen Wanted (2008) ansågs han vara det bästa med filmen och när han återförenades med Christoffer Nolan för uppföljaren till Batman Begins i The Dark Knight (2008) blev filmen en succé som spelade in över 1 miljard dollar och ses av många kritiker också som den bästa superhjältefilmen. 2008 återvände Freeman också till teaterscenen efter 18 år då han medverkade i pjäsen The Country Girl tillsammans med Frances McDormand och Peter Gallagher. Han hade under en tid velat porträttera sydafrikas president Nelson Mandela, så han köpte själv rättigheterna till boken Playing the Enemy: Nelson Mandela and the Game That Made a Nation av John Carlin. Han återförenades med Clint Eastwood som blev anställd för att regissera filmen Invictus – de oövervinneliga (2009). Freeman blev hyllad för sin tolkning och blev Oscarsnominerad och Golden Globe-nominerad.
Freeman syntes sedan i ensemblefilmen Red (2010) tillsammans med Bruce Willis, Helen Mirren och John Malkovich. Filmen blev en succé bland både kritiker och publik. Han blev sedan anställd igen för enbart sin röst inför fantasyfilmen Conan Barbaren (2011). Han återvände till teatern i pjäsen 8 (2011) och spelade mot John Lithgow. Han repriserade sin roll som Lucius Fox i den sista Batmanfilmen The Dark Knight Rises (2012) vilket även den blev en succé. Succéerna och hyllningarna skulle fortsätta med filmerna Olympus Has Fallen (2013), Oblivion (2013), Now You See Me (2013), Lego-filmen (2014) och Last Vegas (2013). I den sistnämnda ansågs han "stjäla showen" från de andra skådespelarna Robert De Niro, Michael Douglas, Kevin Kline och Mary Steenburgen.

### Vidare karriär

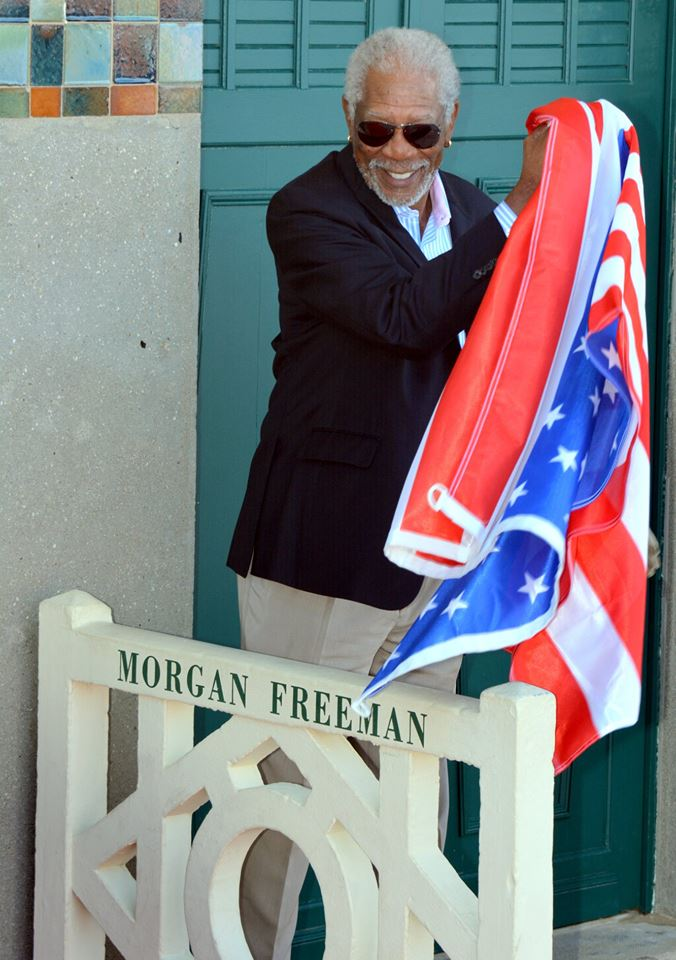
Morgan Freeman på Deauville American Film Festival, 2018.

Freemans röst och hans karaktäristiska vishet han kan frammana i sina karaktärer var anledningen till att han fick sin roll i Lucy (2014). Filmen fick blandade recensioner men Freeman ansågs helt rätt i sin roll. Han syntes sedan i komedifilmen Ted 2 (2015) där han medverkade tillsammans med Mark Wahlberg. Han skulle både producera och ha en återkommande mindre roll i TV-serien Madam Secratary (2015-2017). Han regisserade även det första avsnittet. Freeman repriserade sin roll från Olympus Has Fallen i uppföljaren London Has Fallen (2016). Även om den fick dålig kritik så blev den en kommersiell succé. Han skulle även reprisera sin roll i Now You See Me: The Second Act (2016) vilket också skulle bli en framgång. Han hade sedan huvudrollen i en nyversion av Ben-Hur (2016) vilket skulle bli det årets absolut största flopp på biograferna.
2017 medverkade han i de två komedierna Going in Style och Just Getting Started. Båda filmerna blev dåligt mottagna. Han skulle samtidigt få vara värd för två National Geographic dokumentärer som skulle bli väl mottagna. Han har därefter synts i flera filmer som gått ganska obemärkt förbi som till exempel Nötknäpparen och de fyra världarna (2018), The Poison Rose (2019), En prins i New York 2 (2021) och Angel Has Fallen (2019) där den sistnämnda ändå blev en finansiell succé.

## Anseende
Freemans djupa och betryggande röst anses vara distinktiv, ikonisk och igenkännbar vilket gör att hans röst använts i flera dokumentärer och som berättare. Han har också en auktoritativ närvaro i rösten vilket har gjort att en hel generation tänker att Guds röst låter som Freeman. Freeman själv menar att han tränat fram sin röst på college då han upptäcke att folk pratade för snabbt och högt. Då började han prata i en lägre oktav och vara noggrann med varenda stavelse i sitt uttal.
Förutom sin unika röst anses han också vara en av tidernas bästa skådespelare. Han väljer roller omsorgsfullt så att han kan porträttera dem med känsla, djup och substans. Freeman har sagt att hans intresse ligger i karaktärsskådespelandet och värderar lyssnandet i sitt filmande så att hans reaktion blir naturligare.
2012 tilldelades han Golden Globe Cecil B. DeMille Award för sina livsgärningar inom filmindustrin. Han har tilldelats flera priser för sina livsgärningar och blivit hedersdoktor. 

## Privatliv
Freeman har varit gift två gånger. Första gången med Jeanette Adair Bradshaw mellan 1967 och 1979. Andra gången med Myrna Colley-Lee från 1984 till 2010. Han har fyra barn: Alfonso, Deena, Morgana, och Saifoulaye. Den 16 augusti 2015 blev hans styv-barnbarn E'dena Hines från första giftermålet mördad i New York.
Freeman bor i Charleston i Mississippi, men har också ett boende i New York. Han tog sin flyglicens som 65-åring och har ägt åtminstone 3 flygplan.
Den 3 augusti 2008 var Freeman med om en bilolycka som gjorde att han fick flygas till sjukhuset. Hans axel, arm och revben var brutna och opererades i fem timmar på grund av nervskador i sin axel och arm. Sedan olyckan lider han av fibromyalgi vilket gör att han får bära en kompressionshandske.
Freemans favoritfilm är Moulin Rouge! (2001). Vilket det varit åtminstone i tjugo år.
Freeman är en miljöaktivist och har bidragit med sin röst i filmer åt FN. Han donerar pengar till en nationalpark i Mississippi och bidrar med uppfödandet av hästar till parken. Han har också biodlingar på sin ranch efter att han lärde sig om att bibeståndet minskar.

## Filmografi (i urval)

### Film
| År   | Titel                              | Roll                                | Noter |
| ---- | ---------------------------------- | ----------------------------------- | --- |
| 1964 | Pantlånaren                        | Man på en gata                      | Okrediterad |
| 1966 | A Man Called Adam                  | Partygäst                           | Okrediterad |
| 1968 | Vad hände när ljuset slocknade?    | Pendlare                            | Okrediterad |
| 1971 | Who Says I Can't Ride a Rainbow!   | Afro                                | |
| 1973 | Blade                              | Chris                               | |
| 1978 | Roll of Thunder, Hear My Cry       | Uncle Hammer Logan                  | TV-film |
| 1979 | Hollow Image                       | Ralph Simmons                       | TV-film |
| 1980 | Brubaker                           | Walter                              | |
| 1980 | Attica                             | Hap Richards                        | TV-film |
| 1981 | Ögonvittnet                        | Löjtnant Black                      | |
| 1981 | The Marva Collins Story            | Clarence Collins                    | TV-film |
| 1981 | Death of a Prophet                 | Malcolm X                           | TV-film |
| 1984 | Teachers                           | Al Lewis                            | |
| 1984 | Harry och Son                      | Siemanowski                         | |
| 1985 | Marie                              | Charles Traughber                   | |
| 1985 | That Was Then... This Is Now       | Charlie Woods                       | |
| 1986 | Resting Place                      | Luther Johnson                      | TV-film |
| 1987 | Fight For Life                     | Dr. Sherard                         | TV-film |
| 1987 | Street Smart                       | Fast Black                          | Independent Spirit Award for Best Supporting Male Los Angeles Film Critics Association Award for Best Supporting Actor National Society of Film Critics Award for Best Supporting Actor New York Film Critics Circle Award for Best Supporting Actor Nominerad—Academy Award for Best Supporting Actor Nominerad—Golden Globe Award for Best Supporting Actor – Motion Picture |
| 1988 | Clinton and Nadine                 | Dorsey Pratt                        | TV-film |
| 1988 | Clean and Sober                    | Craig                               | |
| 1989 | Ärans män                          | John Rawlins                        | Nominerad—Chicago Film Critics Association Award for Best Supporting Actor |
| 1989 | På väg med miss Daisy              | Hoke Colburn                        | 40th Berlin International Film Festival – Silver Bear for Best Joint Performance Golden Globe Award for Best Actor – Motion Picture Musical or Comedy Kansas City Film Critics Circle Award for Best Actor National Board of Review Award for Best Actor Nominerad—Academy Award for Best Actor |
| 1989 | Lean on Me                         | Joe Louis Clark                     | |
| 1989 | Johnny Handsome                    | Lt. A.Z. Drones                     | |
| 1990 | The Civil War                      | Frederick Douglass                  | Röstroll |
| 1990 | Fåfängans fyrverkeri               | Domare Leonard White                | |
| 1991 | Robin Hood: Prince of Thieves      | Azeem                               | Nominerad—MTV Movie Award for Best On-Screen Duo |
| 1992 | De skoningslösa                    | Ned Logan                           | |
| 1992 | Ensam är stark                     | Geel Piet                           | |
| 1993 | Bopha!                             |                                     | Endast som regissör |
| 1994 | Nyckeln till frihet                | Ellis Boyd "Red" Redding, Berättare | Chlotrudis Award for Best Actor Nominerad—Academy Award for Best Actor Nominerad—Chicago Film Critics Association Award for Best Supporting Actor Nominerad—Golden Globe Award for Best Actor – Motion Picture Drama Nominerad—Screen Actors Guild Award for Outstanding Performance by a Male Actor in a Leading Role |
| 1995 | Outbreak – i farozonen             | Brigadgeneral Billy Ford            | |
| 1995 | Seven                              | William Somerset                    | Empire Award for Best Actor London Film Critics Circle Award for Actor of the Year Nominerad—Chicago Film Critics Association Award for Best Actor Nominerad—MTV Movie Award for Best On-Screen Duo Nominated—Saturn Award for Best Actor |
| 1996 | Efterlyst                          | Paul Shannon                        | |
| 1996 | Moll Flanders                      | Hibble                              | |
| 1997 | Amistad                            | Theodore Joadson                    | |
| 1997 | Och han älskade dem alla           | Dr. Alex Cross                      | |
| 1998 | Deep Impact                        | President Tom Beck                  | |
| 1998 | Hard Rain                          | Jim                                 | |
| 2000 | Nurse Betty                        | Charlie Quinn                       | Nominerad—Satellite Award for Best Supporting Actor – Motion Picture, Satellite Award for Best Supporting Actor – Motion Picture Musical or Comedy |
| 2000 | Under Suspicion                    | Victor Benezet                      | |
| 2001 | I spindelns nät                    | Dr. Alex Cross                      | |
| 2002 | The Sum of All Fears               | DCI William Cabot                   | |
| 2002 | High Crimes                        | Charlie Grimes                      | |
| 2003 | Bruce den allsmäktige              | Gud                                 | |
| 2003 | Drömfångare                        | Överste Abraham Curtis              | |
| 2003 | Levity                             | Pastor Miles Evans                  | |
| 2003 | Drug War                           | Lt. Redding                         | |
| 2004 | The Big Bounce                     | Walter Crewes                       | |
| 2004 | Million Dollar Baby                | Eddie "Scrap Iron" Dupris           | Academy Award for Best Supporting Actor Italian Online Movie Award for Best Supporting Actor NAACP Image Award for Outstanding Supporting Actor in a Motion Picture Screen Actors Guild Award for Outstanding Performance by a Male Actor in a Supporting Role Vancouver Film Critics Circle Award for Best Supporting Actor Nominerad—Broadcast Film Critics Association Award for Best Supporting Actor Nominerad – Black Reel Award for Best Supporting Actor Nominerad—Dallas-Fort Worth Film Critics Association Award for Best Supporting Actor Nominerad—Golden Globe Award for Best Supporting Actor – Motion Picture Nominerad—Screen Actors Guild Award for Outstanding Performance by a Cast in a Motion Picture               |
| 2005 | En dag i livet                     | Mitch Bradley                       | |
| 2005 | Världarnas krig                    | Berättare                           | Enbart röst |
| 2005 | Batman Begins                      | Lucius Fox                          | |
| 2005 | Unleashed                          | Sam                                 | |
| 2006 | Edison                             | Ashford                             | |
| 2006 | The Contract                       | Frank Carden                        | |
| 2006 | Lucky Number Slevin                | The Boss                            | |
| 2006 | 10 Items or Less                   | Sig själv                           | Även producent |
| 2007 | Evan den allsmäktige               | Gud                                 | |
| 2007 | A Cup of Love                      | Harry Stephenson                    | |
| 2007 | Gone Baby Gone                     | Jack Doyle                          | |
| 2007 | Nu eller aldrig                    | Carter Chambers                     | Även som berättare |
| 2008 | Wanted                             | Sloan                               | |
| 2008 | Love Guru                          | Berättare                           | Röstroll |
| 2008 | The Dark Knight                    | Lucius Fox                          | Nominerad—Broadcast Film Critics Association Award for Best Cast |
| 2009 | Thick as Thieves                   | Keith Ripley                        | |
| 2009 | The Maiden Heist                   | Charlie                             | |
| 2009 | Invictus – de oövervinneliga       | Nelson Mandela                      | NAACP Image Award for Outstanding Actor in a Motion Picture National Board of Review Award for Best Actor Nominerad—Academy Award for Best Actor Nominerad—Broadcast Film Critics Association Award for Best Actor Nominerad—Dallas-Fort Worth Film Critics Association Award for Best Actor Nominerad—Denver Film Critics Society Award for Best Actor Nominerad—Golden Globe Award for Best Actor – Motion Picture Drama Nominerad—Houston Film Critics Society Award for Best Actor Nominerad—Screen Actors Guild Award for Outstanding Performance by a Male Actor in a Leading Role Nominerad—St. Louis Gateway Film Critics Association Award for Best Actor Nominerad—Washington D.C. Area Film Critics Association for Best Actor |
| 2010 | RED                                | Joe                                 | |
| 2011 | Dolphin Tale                       | Dr. Cameron McCarthy                | |
| 2011 | Conan Barbaren                     | Berättare                           | Enbart röst |
| 2012 | The Magic of Belle Isle            | Monte Wildhorn                      | |
| 2012 | The Dark Knight Rises              | Lucius Fox                          | |
| 2013 | Olympus Has Fallen                 | 1st Speaker Alan Trumbull           | |
| 2013 | Oblivion                           | Malcolm Beech                       | |
| 2013 | Now You See Me                     | Thaddeus Bradley                    | |
| 2013 | Last Vegas                         | Archie                              | |
| 2014 | Lego filmen                        | Vitruvius                           | Röstroll |
| 2014 | Transcendence                      | Joseph Tagger                       | |
| 2014 | Lucy                               | Professor Norman                    | |
| 2014 | Dolphin Tale 2                     | Dr. Cameron McCarthy                | |
| 2014 | Fem trappor upp                    | Alex                                | |
| 2015 | Last Knights                       | Bartok                              | |
| 2015 | Ted 2                              | Patrick Meighan                     | |
| 2015 | Momentum                           | Senator                             | |
| 2016 | London Has Fallen                  | Vicepresident Alan Trumbull         | |
| 2016 | Now You See Me: The Second Act     | Thaddeus Bradley                    | |
| 2016 | Ben-Hur                            | Ildarin                             | |
| 2017 | Going in Style                     | Willie Davis                        | |
| 2017 | Just Getting Started               | Duke Diver                          | |
| 2018 | Nötknäpparen och de fyra världarna | Drosselmeyer                        | |
| 2018 | Brian Banks                        | Jerome Johnson                      | |
| 2019 | The Poison Rose                    | Doc                                 | |
| 2019 | Angel Has Fallen                   | President Alan Trumbull             | |
| 2020 | The Comeback Trail                 | Reggie Fontaine                     | |
| 2021 | En prins i New York 2              | Sig själv                           | |
| 2021 | Vanquish                           | Damon                               | |
| 2021 | Hitman's Wife's Bodyguard          | Michael Bryce Sr./Senior            | |
| 2022 | Paradise Highway                   | Gerick                              | |
| 2022 | The Minute You Wake Up Dead        | Sheriff Thurmond Fowler             | |
| 2023 | The Ritual Killer                  | Dr. Mackles                         | |
| 2023 | A Good Person                      | Daniel                              | |
| 2023 | 57 Seconds                         | Anton Burrell                       | |
| 2024 | My Dead Friend Zoe                 | Dr. Cole                            | |
| 2024 | Gunner                             | Kendrick Ryker                      | Kommande |

### TV
| År        | Titel                                  | Roll                  | Noter                                       |
| --------- | -------------------------------------- | --------------------- | ------------------------------------------- |
| 1971–1977 | The Electric Company                   | Olika roller          | 780 avsnitt                                 |
| 1981      | Ryan's Hope                            | Cicero Murphy         | 2 avsnitt                                   |
| 1983      | Another World                          | Roy Bingham           | 5 avsnitt                                   |
| 1985      | The Atlanta Child Murders              | Ben Shelter           | 2 avsnitt                                   |
| 1985      | The Twilight Zone                      | Tony                  | Avsnitt:: "Dealer's Choice"                 |
| 1990      | The Earth Day Special                  | Walter Samson         | TV-special                                  |
| 2008      | Smithsonian Channel's Sound Revolution | Värd                  | TV-dokumentär                               |
| 2008      | Stephen Fry in America                 | Sig själv             | Avsnitt: " Mississippi"                     |
| 2010      | Saturday Night Live                    | Sig själv             | Cameo, Avsnitt: "Bryan Cranston/Kanye West" |
| 2015-2017 | Madam Secratary                        | Chief Justice Frawley | 3 avsnitt, även producent                   |
| 2020      | Scooby-Doo and Guess Who?              | Sig själv             | Röstroll, avsnitt: "The Last Inmate!"       |
| 2021      | Solos                                  | Stuart                | 7 avsnitt                                   |
| 2021      | The Kominsky Method                    | Sig själv             | 2 avsnitt                                   |
| 2023      | Special Ops: Lioness                   | Edwin Mullins         | 2 avsnitt                                   |

### Teater
| År        | Titel                       | Roll                       | Teater                               |
| --------- | --------------------------- | -------------------------- | ------------------------------------ |
| 1964-1970 | Hello, Dolly!               | Rudolph                    | St. James Theatre, New York          |
| 1967      | The Niggerlovers            | Creampuff                  | Orpheum Theatre, New York            |
| 1969      | The Dozens                  | Kgaravu                    | Booth Theatre, New York              |
| 1969      | Exhibition                  | David                      | Actors' Playhouse                    |
| 1970-1971 | Purlie                      | Purlie                     | Broadway Theatre, New York           |
| 1978      | The Mighty Gents            | Zeke                       | Ambassador Theatre, New York         |
| 1978      | White Pelicans              | Winston                    | Lucille Lortel Theatre, New York     |
| 1979      | Coriolanus                  | Caius Martius / Coriolanus | Joseph Papp Public Theater, New York |
| 1979      | Julius Caesar               | Casca                      | Joseph Papp Public Theater, New York |
| 1980      | Mor Courage och hennes barn | Chaplain                   | Joseph Papp Public Theater, New York |
| 1983      | Buck                        | Fred Milly                 | American Place Theatre, New York     |
| 1984      | Medea and the Doll          | Dr. Winston Crews          | Samuel Beckett Theatre               |
| 1987-1990 | På väg med Miss Daisy       | Hoke Coleburn              | John Houseman Theatre                |
| 1988      | The Gospel at Colonus       | Messenger                  | Lunt-Fontanne Theatre, New York      |
| 1990      | Så tuktas en argbigga       | Petruchio                  | Delacorte Theater, New York          |
| 2008      | The Country Girl            | Frank Elgin                | Bernard B. Jacobs Theatre, New York  |
| 2011      | 8                           | David Boies                | Eugene O'Neill Theatre, New York     |